# Ортигоса, Нестор
Не́стор Эсекье́ль Ортиго́са (исп. Néstor Ezequiel Ortigoza; родился 7 октября 1984, Сан-Антонио-де-Падуа) — парагвайский футболист аргентинского происхождения, игравший на позиции полузащитника. Выступал за сборную Парагвая.

## Биография
Ортигоса начал карьеру в 2004 году в «Архентинос Хуниорс». 2005 год провёл в аренде в «Нуэва Чикаго», после чего вернулся в «Хуниорс». К 2007 году Нестор сумел занять место в основе команды, а после назначения главным тренером клуба Клаудио Борхи ещё больше упрочил своё положение.
В 2010 году «Архентинос Хуниорс» одержал победу в Клаусуре. В победном сезоне Ортигоса сыграл в 17 матчах из 19-и и забил 3 мяча.
В 2011 году перешёл в клуб «Сан-Лоренсо». В 2014 году Нестор стал чемпионом Аргентины, а также выиграл Кубок Либертадорес.
С августа 2017 года Ортигоса выступает за парагвайскую «Олимпию». Таким образом, многолетний игрок «альбиррохи» дебютировал в чемпионате Парагвая только в 32 года.
Отец Ортигосы — парагваец, так что несмотря на то, что футболист родился в Аргентине, он мог бы выступать за сборную Парагвая. Тренер парагвайцев Херардо Мартино не раз проявлял интерес к игроку.
В 2009 году Ортигоса принял предложение парагвайской команды. Выступал на чемпионате мира 2010 и Кубке Америки 2011.

## Достижения
- Чемпион Аргентины (2): Кл. 2010, Ин. 2013
- Обладатель Суперкубка Аргентины (1): 2015
- Серебряный призёр Кубка Америки (1): 2011
- Обладатель Кубка Либертадорес (1): 2014